# GB/T 7714
《信息与文献　参考文献著录规则》（旧称文后参考文献著录规则）是中华人民共和国关于参考文献著录格式的一部国家标准，参照国际标准ISO 690编制，广泛用于中国大陆的学术期刊、论文中。

## 历史
| 标准号          | 标准名称                    | 对应国际标准                        | 实施日期      |
| --------------- | --------------------------- | ----------------------------------- | ------------- |
| GB 7714－87     | 文后参考文献著录规则        | 参照 ISO/DIS 690:1987               | 1988年1月1日  |
| GB/T 7714－2005 | 文后参考文献著录规则        | NEQ ISO 690:1987 NEQ ISO 690-2:1997 | 2005年10月1日 |
| GB/T 7714－2015 | 信息与文献 参考文献著录规则 | NEQ ISO 690:2010                    | 2015年12月1日 |
| 1.              |                             |                                     |               |

## 著录项目

### 责任者
负责创建信息的实体，如著者、编者、专利权人。
- 个人著者先写姓后写名。
- 欧美著者的名可缩写，缩写后不加点。中译名只注姓，有同姓著者时加注名字首字母。
- 汉语拼音书写的人名依照GB/T 28039－2011《中国人名汉语拼音字母拼写规则》标注。
- 著者超过三个时只录前三个，后加“等”或类似字样。
- 责任者不明的注“佚名”“Anon”或类似字样，顺序编码制则可直接省略责任者。
- 非汉字团体名称由上级至下级分级著录，各级间用“.”分隔。

### 题名
文献名称，如书刊名、报纸名、论文题目。
- 同一责任者的合订题名著录前三个，其余合订题名可只著录第一个。

### 文献类型标识
| 参考文献类型                          | 文献类型标识代码 |
| ------------------------------------- | ---------------- |
| 普通图书或专著                        | M                |
| 会议录                                | C                |
| 汇编                                  | G                |
| 报纸                                  | N                |
| 期刊                                  | J                |
| 学位论文                              | D                |
| 报告                                  | R                |
| 标准                                  | S                |
| 专利                                  | P                |
| 数据库                                | DB               |
| 计算机程序                            | CP               |
| 电子公告                              | EB               |
| 档案                                  | A                |
| 舆图                                  | CM               |
| 数据集                                | DS               |
| 其他                                  | Z                |
| 见 GB 3469-83，文献类型与文献载体代码 |                  |

### 文献载体标识
| 电子资源载体类型 | 载体类型标识代码 |
| ---------------- | ---------------- |
| 磁带             | MT               |
| 磁盘             | DK               |
| 光盘             | CD               |
| 联机网络         | OL               |

### 版本
- 用阿拉伯数字、序数缩写形式或其他标识表示。古籍可注“写本”“抄本”“刻本”等。
- 第一版无需著录。

### 出版项
按出版地、出版者、出版年的顺序著录。
- 出版地著录城市名称，视情况附省名、州名、国名。
- 多个出版地或出版者的，各只著录第一个或最显要的。
- 无出版地的著录“出版地不详”（中文文献）或“S.l.”（外文文献），置于方括号内。无出版地的电子资源可不著录。
- 无出版者的著录“出版者不详”（中文文献）或“s.n.”（外文文献），置于方括号内。无出版者的电子资源可不著录。
- 出版年采用公历阿拉伯数字纪年，其他形式的年份置于圆括号内。
- 无法确定出版年时依次选用版权年、印刷年、估计的出版年（置于方括号内）。
- 报纸出版日期、专利文献公告日期或公开日期、电子资源的引用日期及更新或修改日期，按照“YYYY–MM–DD”格式著录。

### 页码
- 序言或扉页页码按实际著录，正文页码用阿拉伯数字著录。

### 获取和访问途径
只有电子资源必须著录。

### 数字对象唯一标识符
只有电子资源必须著录。

## 著录格式

### 专著
主要责任者．题名：其他题名信息［文献类型标识/文献载体标识］．其他责任者．版本项．出版地：出版者，出版年：引文页码［引用日期］．获取和访问途径．数字对象唯一标识符．

### 专著中的析出文献
析出文献主要责任者．析出文献题名［文献类型标识/文献载体标识］．析出文献其他责任者//专著主要责任者．专著题名：其他题名信息．版本项．出版地：出版者，出版年：析出文献的页码［引用日期］．获取和访问途径．数字对象唯一标识符．

### 连续出版物
主要责任者．题名：其他题名信息［文献类型标识/文献载体标识］．年，卷（期）–年，卷（期）．出版地：出版者，出版年［引用日期］．获取和访问途径．数字对象唯一标识符．

### 连续出版物中的析出文献
析出文献主要责任者．析出文献题名［文献类型标识/文献载体标识］．连续出版物题名：其他题名信息，年，卷（期）：页码［引用日期］．获取和访问途径．数字对象唯一标识符．

### 专利文献
专利申请者或所有者．专利题名：专利号［文献类型标识/文献载体标识］．公告日期或公开日期［引用日期］．获取和访问途径．数字对象唯一标识符．

### 电子资源
主要责任者．题名：其他题名信息［文献类型标识/文献载体标识］．出版地：出版者，出版年：引文页码（更新或修改日期）［引用日期］．获取和访问途径．数字对象唯一标识符．

## 著录顺序

### 顺序编码制
正文中将需要引用的文献依次编码，置于方括号中。如：

正文正文正文[1]正文正文正文

引用多篇文献可使用逗号或短横线：

正文正文正文[1,2]正文正文[1–2]正文

多次引用同一文献时标注同一序号，在方括号后注明页码：

正文正文正文[3]12正文正文[3]30正文

参考文献表将各文献按正文标注的序号依次列出：

［1］张三．某书籍［M］．北京：甲出版社，2000：57．
［2］李四．某论文［D］．上海：乙出版社，2004：16．
［3］王五．某报告［R］．北京：丙出版社，2003．

### 著者–出版年制
正文中标注著者姓氏（或姓名）及出版年，置于圆括号内；集体著者可标注集体名称；若正文中已提及姓名，括号内只注出版年。如：

正文正文正文（张三，2000）正文正文正文

著者不止一个的，中国著者注第一个著者的姓名，后加“等”；欧美著者注第一个著者的姓，后加“et al.”。如：

正文正文正文（李四 等，2005）正文正文（Anderson et al.，2008）正文

多次引用同一文献时，在圆括号外上标注页码：

正文正文正文（张三，2000）46正文正文（张三，2000）74正文

参考文献表中各文献先按文种组织，分为中文、日文、西文、俄文、其他文种，然后按著者和出版年顺序列出，中文文献按拼音或笔画排列。同一著者同一年出版的多篇文献，年份后加小写拉丁字母区别。如：

李四 等，2005．某论文［D］．上海：乙出版社，2004：16．
张三，2000a．某书籍［M］．北京：甲出版社，2000：57．
张三，2000b．某报告［R］．北京：丙出版社，2003．
Anderson et al.，2008．A Thesis．London：Alpha Press，2009：65．

## 评价
GB/T 7714虽为推荐性标准，但由于受到众多内地高校、编辑部倡导，已经具备一定的强制性，而其自身的某些不合理性也受到了质疑。

## 软件应用

### Microsoft Word
Microsoft Word 2007以上版本在书目样式中有“GB7714”一项，使用著者–出版年制，宣称采用的是GB/T 7714－2005标准。

### EndNote
EndNote中可以使用顺序编码制或著者–出版年制（名为“Chinese Standard GB7714”）。

### Zotero
Zotero中可以添加GB/T 7714－2015标准中的两种著录顺序样式。

### NoteExpress
NoteExpress中可以添加GB/T 7714－2015标准中的两种著录顺序样式。

### Mendeley
Mendeley中可以添加GB/T 7714－2015标准中的两种著录顺序样式。

### BibTeX
BibTeX的宏包gbt7714可以产生符合GB/T 7714－2015标准的参考文献格式。

### BibLaTeX
BibLaTeX的宏包biblatex-gb7714-2015可以产生符合GB/T 7714－2015标准的参考文献格式。

### 其他支持导出GB/T 7714 标准的平台
Google学术、百度学术、知网、万方数据等

## 備註
1. ↑  hl=zh-cn（设置里语言选择：中文 (简体)）